# Chiarino (L'Aquila)
Chiarino fu un antico villaggio situato in Abruzzo, nella valle del Chiarino lungo la quale scorre il torrente omonimo che sfocia nel Vomano all'altezza del lago di Provvidenza. 
Nel XIII secolo è stato uno dei castelli che hanno partecipato alla fondazione dell'Aquila.

## Geografia fisica

### Territorio

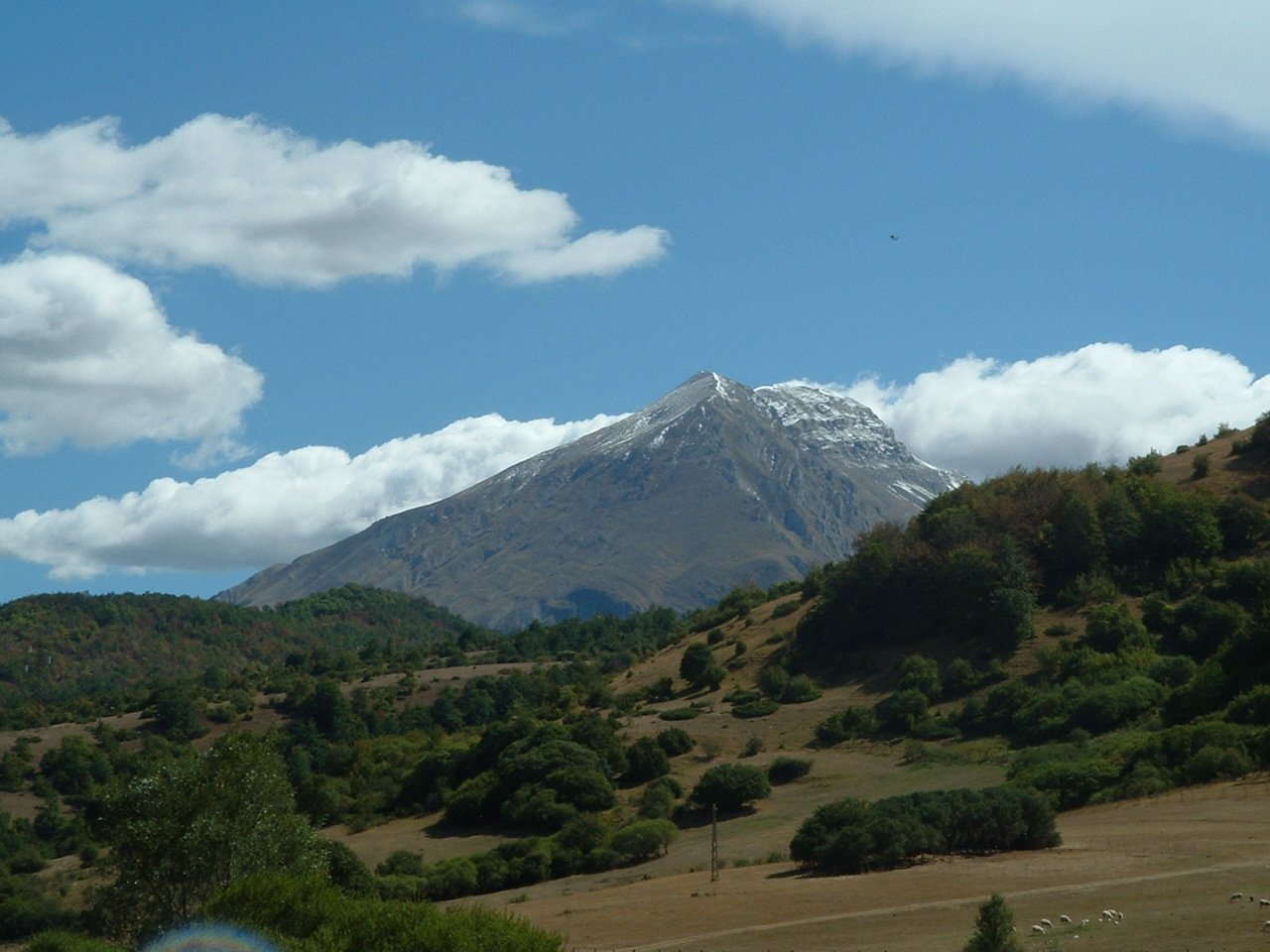
La valle del Chiarino, alle pendici del monte Corvo.

Il castello di Chiarino era situato nella valle del Chiarino, al confine tra i territori di Arischia e Ortolano di Campotosto, ad un'altitudine di circa 1 280 metri s.l.m.
Il castello si sviluppava nei pressi dell'omonimo torrente, alle pendici del monte Corvo, incastonato tra i massicci del Gran Sasso d'Italia e dei Monti della Laga; era inoltre a poca distanza dall'antica via Caecilia che collegava la valle dell'Aterno con la valle del Vomano. Diversamente dalla vicina Vasto dipendente dal vescovo di Forcona, apparteneva alla diocesi di Amiterno su cui esercitava da tempo immemorabile la giurisdizione spirituale l'arciprete di San Vittorino.

## Storia
Le notizie su Chiarino sono assai scarne; le prime documentazioni risalgono al XII secolo quando è testimoniata la presenza di un castrum denominato Clarenum. Nel 1180, con il nome medievalizzato di Clarini, compare tra i feudi del Catalogus baronum come dipendente da Atenolfo di Tempera che possedeva anche la vicina Guasto. 
Il villaggio era certamente composto dalla chiesa di San Martino, ancora esistente, da un piccolo castello e da alcune abitazioni.
Nel XIII secolo partecipò, in maniera autonoma rispetto ai vicini castelli di Porcinaro e Vio, alla fondazione dell'Aquila, non ricevendo tuttavia alcun locale di rappresentanza. Già nel XV secolo il castello di Chiarino è considerato diruto e i suoi abitanti attestati tutti all'Aquila; nel 1481, questi ottennero da Paganica la concessione all'utilizzo della parrocchia di San Giustino nel quarto di Santa Maria, vicino alla capoquarto chiesa di Santa Maria Paganica, e che prese la denominazione di chiesa dei Santi Giustino e Martino. La chiesa fu poi abbattuta nel XX secolo.
Nel 1841 l'area fu acquistata dalla famiglia Cappelli che vi realizzò alcune masserie; negli anni seguenti sorse una controversia giuridica tra il casato aquilano e l'amministrazione di Arischia che rivendicava il possesso di parte della valle. Con l'annessione di Arischia alla Grande Aquila, nel 1927 il territorio di Chiarino fu ricompreso nel comune dell'Aquila.